# 폭력은 없다
"폭력은 없다"는 한국에서 제작된 박노식 감독의 1975년 영화이다. 여수진 등이 주연으로 출연하였고 강대진 등이 제작에 참여하였다.

## 출연

### 주연
- 여수진
- 원선
- 트위스트 김
- 박노식